# Anders Due
Anders Due (Nykøbing, 17 maart 1982) is een Deens voormalig voetballer die als middenvelder speelde.  

## Carrière
Due begon zijn carrière bij het Deense Nykøbing Falser Alliancen in de Deense tweede divisie, met Nykøbing FA promoveerde hij naar de eerste divisie, de Viasat Sport Divisionen. Na drie jaar bij Nykøbing FA te hebben gespeeld vertrok hij naar FC Nordsjaelland in de Deense eredivisie, de SAS Ligaen. Due kwam 31 duels uit voor FC Nordsjealland waar hij 4 keer tot scoren kwam en 15 assist gaf.
Bij de overgang van Mads Junker naar Vitesse in de winter van 2005 kwam ook Anders Due onder de aandacht van Vitesse. In de zomer van 2006 vertrok Anders ook naar Vitesse, hier tekende hij een vierjarig contract en werd hij herenigd met zijn Junker waarmee hij het jaar daarvoor een koningskoppel vormde bij FC Nordsjaelland. Hij debuteerde op 18 augustus 2006 in de wedstrijd Sparta-Vitesse (1-2) in de Eredivisie. Van de 15 doelpunten die Junker in de eerste seizoenshelft van 2005-2006 maakte werden er 13 voorbereid door Due.
In de winterstop van het seizoen 2007/2008 keerde Due terug naar zijn geboorteland Denemarken, waar hij voor Aalborg BK ging spelen. Tussen 2014 en begin 2016 kwam hij uit voor FC Vestsjælland waarna hij voor Nykøbing FC ging spelen. In 2018 beëindigde hij zijn loopbaan.

## Erelijst
Aalborg BK
- Superligaen

2008, 2014